# Distretto di Altıntaş
Il distretto di Altıntaş (in turco Altıntaş ilçesi) è uno dei distretti della provincia di Kütahya, in Turchia.